# Yuridia
Yuridia Francisca Gaxiola Flores (Hermosillo, Sonora, 4 de octubre de 1986), conocida simplemente como Yuridia, es una cantante y compositora mexicana. Saltó a la fama en 2005 como participante de la cuarta generación del reality show mexicano La Academia, donde obtuvo el segundo lugar.
Cuenta con ocho álbumes de estudio: La voz de un ángel, (2005), Habla el corazón (2006), Entre mariposas (2007), Nada es color de rosa (2009), Para mí (2011), 6. (2015), Pa' luego es tarde (2022) y Sin llorar (2025), y un álbum en vivo Primera fila: Yuridia (2017). Ha vendido más de 2 millones de discos en México. Inició su carrera al participar en el reality show La Academia, también ha participado como entrenadora en el programa La voz en la cuarta edición de 2022, convirtiéndose en la ganadora.

## Biografía y carrera

### Primeros años
Yuridia nació el 4 de octubre de 1986 en la ciudad de Hermosillo, Sonora. De padre compositor y madre cantante, estuvo rodeada de la música desde temprana edad. Participó en concursos locales de canto en Arizona, a donde emigró acompañada de su familia a los 8 años. 10 años después, Yuridia decidió audicionar para el reality show de canto, La Academia, transmitido por la cadena televisiva mexicana TV Azteca.
Un comercial en la televisión fue lo que despertó el interés de su padre, Genaro Gaxiola, de convencer a su hija para realizar el casting. Indecisa de ser aceptada, Yuridia tomó la decisión de ir a Los Ángeles. Después de un proceso de selección exhaustivo, finalmente Yuridia fue elegida para viajar al filtro final en la Ciudad de México, donde fue aceptada como uno de los 18 integrantes oficiales de la cuarta generación del reality show.
Fue elegida como una de los participantes de La Academia (cuarta generación), debutando el 27 de febrero de 2005. Su participación dentro del reality show culminó al obtener el segundo lugar tras una estancia de más de cuatro meses dentro de las instalaciones, consiguiendo un premio por un millón de pesos ($1'000.000), un automóvil y un contrato discográfico con Sony Music.

### 2005:La voz de un ángel
A finales de agosto de 2005, lanzó su álbum debut, La voz de un ángel, a través de Sony Music. Este material recopila 15 de los temas que interpretó durante su estancia en La Academia, así como un bonustrack escrito por su padre y titulado «Sobreviviré», que fungió como tema oficial de la serie de televisión Lo que callamos las mujeres de TV Azteca. Esta producción cuenta con un DVD adicional que incluye todas las presentaciones de Yuridia en La Academia. A tres semanas de su lanzamiento, se hizo acreedor a un disco de oro por más de 50 mil unidades vendidas, una semana después logró superar las 100 mil unidades, adjudicándose un disco de platino; y seis meses más tarde, disco de diamante por más de 500 mil unidades vendidas.
La voz de un ángel se convirtió en el quinto álbum más vendido en México durante el 2005 y el más vendido en 2006. Alcanzó el disco de diamante más tres platino. En Estados Unidos el LP obtuvo el certificado de disco de platino por más de 100 mil copias vendidas según la base de datos de RIAA. El primer sencillo promocional, «Ángel», una versión en español de «Angels» de Robbie Williams, fue lanzado a mediados de 2005. Este tema se adjudicó una certificación de doble disco de oro. En Estados Unidos el sencillo logró alcanzar la undécima posición en la lista Latin Pop Songs y trigésima segunda en Hot Latin Songs. El segundo sencillo, «Maldita primavera», fue lanzado a principios del 2006.[cita requerida] Con este disco, fue nominada a diferentes galardones como los Premios Billboard de la música latina, los Premios Oye! y los Premios Juventud, ganando reconocimientos como la de Ventas Pop Castellano en 2005 y un premio Billboard Latino en 2007 en la categoría de mejor álbum pop nueva generación.

### 2006:Desafío de estrellasyHabla el corazón
A principio de 2006, se integró a la segunda edición de Desafío de estrellas, concurso de canto organizado por TV Azteca. En el quinto concierto, surgió un altercado con el director de la disquera Warner Music, José Luis Cornejo, quien enfrentó a Yuridia al decir públicamente que la observó en tono de burla mientras dos de sus compañeros interpretaban un tema en el escenario. Yuridia renunció a su participación en el concurso, pero por decisión de la productora Eva Borja, la renuncia no se hizo pública. En el séptimo episodio, los críticos decidieron expulsar a Yuridia, argumentando falta de profesionalismo y respeto para con el público y el proyecto. Yuridia fue la única concursante en abandonar la emisión por decisión propia.
Tenía programado grabar su primer disco inédito bajo el cobijo del autor español Rafael Pérez Botija pero el proyecto se canceló, Yuridia argumentó que la decisión de no continuar fue a causa de no sentirse a la altura del compositor. El 31 de octubre de 2006 salió a la venta en México Habla el corazón, su segundo discográfico que contiene versiones en español de éxitos en inglés de los años ochenta y noventa, producido por Javier Calderón. Habla el corazón logró obtener disco de platino por más de 100 mil unidades vendidas en México. En Estados Unidos alcanzó la quinta posición en Latin Pop Albums, con una estancia de 24 semanas. Habla el corazón alcanzó el disco de platino más oro. En los Estados Unidos, las ventas superaron las 100 mil unidades, obteniendo un certificado de platino.
Se lanzó como primer sencillo «Como yo nadie te ha amado», original de Bon Jovi, el cual logró un disco de oro por más de 50 mil descargas oficiales en México. El sencillo alcanzó la cuarta posición en la lista de popularidad Latin Pop Songs en Estados Unidos, permaneciendo por 28 semanas dentro del top 100. Posteriormente lanzó el segundo sencillo «Habla el corazón», logrando llegar a la decimoséptima posición en la lista Latin Pop Songs de Billboard, con una estadía de 10 semanas dentro del top 100. «Eclipse total del amor», a dueto con Patricio Borghetti, fue lanzada como sencillo promocional sólo para la radio mexicana. Ese mismo año, grabó dos duetos, «Amiga» con Yahir y «Nuestro amor se ha vuelto ayer» con Victor Manuelle para su álbum Decisión unánime.

### 2007-2008:Entre mariposasyRemixes
Durante todo el 2007, preparó su tercer material discográfico bajo la producción de Javier Calderón y con la colaboración de Mario Domm (Camila), Reyli Barba y Noel Schajris (Sin Bandera). El 15 de noviembre y tras varios meses de espera, lanzó Entre mariposas, su primer disco inédito, el cual incluye tres temas de su autoría. El álbum logró vender más de 50 mil unidades, certificándose con disco de oro. Una semana después se acreditaron ventas superiores a las 100 mil unidades con un disco de platino. El disco fue certificado con disco de platino y oro. En Estados Unidos alcanzó la séptima posición en la lista Latin Pop Albums, permaneciendo dentro del top 100 por 17 semanas.
El primer sencillo, «Ahora entendí», escrito por Yuridia y Mario Domm, fue lanzado el 15 de octubre de 2007, acompañado de su primer video musical dirigido por Javier Calderón y Arturo Zúñiga. El tercer y último sencillo, «En su lugar», fue escogido como el tema central de la telenovela mexicana Secretos del alma, convirtiéndose en el sencillo con mayor éxito del álbum. Ese mismo año realizó un dueto con Carlos Rivera, titulado «En el amor no se manda», para el álbum homónimo del cantante. El 26 de agosto de 2007, Yuridia compartió el escenario del Auditorio Nacional con Yahir, dando inicio a una serie de conciertos que realizó en varias ciudades de la República Mexicana para promocionar Entre mariposas. En 2008, Sony Music lanzó una edición especial de sus más grandes éxitos reeditados por DJ, llamado Remixes.[cita requerida]

### 2009-2010:Nada es color de rosa
Se presentó por segunda vez, y primera en solitario, en el Auditorio Nacional de la Ciudad de México el 16 de mayo de 2009. En ambas fechas tuvo como invitado especial a Noel Schajris, con quien interpretó «Nadie me hace más feliz que tú», dueto que grabaron para el segundo disco como solista del cantante argentino. A mediados de 2009, viajó a Texas para grabar su cuarto material discográfico y el segundo inédito, bajo la batuta de Ettore Grenci. El álbum contiene 11 temas, dos de ellos escritos por Yuridia y Julio Ramírez (Reik). El disco incluye una colaboración con el dúo italiano Sonohra. El tema «Me faltas tú» fue lanzado como bonustrack exclusivo para ITunes. De acuerdo a AMPROFON el álbum fue acreedor de disco de platino. En Estados Unidos, el disco logró alcanzar la cuarta posición en la lista de popularidad Latin Pop Albums de Billboard, donde permaneció por seis semanas.
El 29 de junio se estrenó a nivel nacional el primer sencillo, titulado «Irremediable», logrando obtener disco de oro en México. El video musical fue dirigido por Ettore Grenci y Carlos López Estrada. A mediados de enero de 2010, Yuridia compartió el segundo sencillo de Nada es color de rosa, titulado «Me olvidarás». El videoclip se grabó el 21 de febrero, en un centro nocturno de la Ciudad de México bajo la dirección de Ettore Grenci y Ángel Flores Torres y se estrenó la segunda semana de marzo. El tercer sencillo, «Contigo», fue lanzado en junio de 2010.[cita requerida] Yuridia realizó varias presentaciones en México, Estados Unidos y Costa Rica para promocionar su álbum. Yuridia cerró la gira el 21 de noviembre de 2010 en el Auditorio Nacional.

### 2011-2014:Para míyLo esencial
A inicios de 2011, colaboró con el cantante estadounidense y de origen latino, Toby Love en «Quizás», incluida en el cuarto disco del intérprete. Más tarde, en abril, participó con «Desahogo» en el disco homenaje a Roberto Carlos titulado Roberto Carlos, un millón de amigos y once más. El 21 de marzo de 2011, el tema «¿Qué nos pasó?», en colaboración con Reyli Barba, fue lanzado como segundo sencillo promocional de su álbum recopilatorio Bien acompañado. La canción alcanzó el disco de oro en México. El 31 de octubre, lanzó «Ya te olvidé», tema escrito por Marco Antonio Solís. El 7 de diciembre, se estrenó el video musical bajo la dirección de Armando Ávila y Fabián Rincón. Fue certificada con doble disco de platino en México. En los Estados Unidos, alcanzó la quinta posición en la lista Latin Pop Songs de Billboard donde permaneció por 19 semanas en el top 100.
El 9 de diciembre de 2011, salió a la venta Para mí, quinto material discográfico de la cantante, el cual estuvo bajo el cobijo del productor mexicano Armando Ávila. Este álbum recopila once versiones de canciones en español de las décadas de los ochenta y noventa. El LP fue certificado como disco de oro, por más de 30 mil unidades vendidas. Un mes más tarde, en enero, recibió doble disco de platino por más de 120 mil unidades vendidas y a principios de febrero triple disco de platino por más de 180 mil unidades vendidas en México, siendo reconocido por AMPROFON como el disco más vendido del primer trimestre de 2012. De acuerdo a AMPROFON Para mí obtuvo la certificación de triple disco de platino más oro. En los Estados Unidos, Para mí, alcanzó la cuarta posición en la lista Latin Pop Albums y logró permanecer por 40 semanas dentro del top 100.
El 27 de febrero de 2012, compartió «Lo que son las cosas» como segundo sencillo. El video musical fue lanzado en mayo bajo la dirección de Armando Ávila y Gustavo Garzón. En las estaciones de radio de México logró ser la séptima canción con mayor audiencia en la categoría pop de acuerdo con Monitor Latino. Participó en el doblaje y banda sonora de la película animada de Disney Pixar, Valiente, dando vida al personaje principal del filme (Mérida) a través de dos canciones, «Viento y cielo alcanzar» y «Con toda libertad». A finales de 2012, se lanzó el álbum Lo esencial de Yuridia, un boxset que recopila los principales temas de su carrera, incluye tres CD y un DVD. En México logró alcanzar la novena posición en el top 100 de Amprofon. En México se certificó disco de oro. En el mes de junio se lanzó la canción «El alma en pie» a dueto con Yahir, tema que se desprende de su álbum en vivo Zona preferente.

### 2015-2016:6y 10 años de carrera
En abril de 2015, mencionó durante un concierto en la Ciudad de Puebla, el estar trabajando en la elaboración de su sexto material discográfico en la ciudad de Miami con el productor George Noriega, quien ha trabajado con artistas como Shakira, Ricky Martin, Thalía, Alejandro Sanz y Jennifer Lopez. En el mes de mayo, José Luis Roma (Río Roma) confirmó haber escrito canciones para el próximo disco de Yuridia. El 26 de junio de 2015, se lanzó «Ya es muy tarde», primer sencillo de 6. El 23 de agosto, fue invitada a la obra Hoy no me puedo levantar, donde interpretó por primera vez el tema «Ya es muy tarde» a dueto con Danna Paola, así como «Fallo positivo» de Mecano, en solitario.[cita requerida] El 9 de octubre salió a la venta 6, sexto álbum de la cantante y tercer inédito, con trece pistas y un DVD con versiones en vivo de canciones del álbum, así como covers. El álbum logró debutar en la primera posición en la lista oficial de Amprofon de los álbumes más vendidos en México y rebasó las 30 mil unidades vendidas a 14 días de su lanzamiento, siendo acreedor a disco de oro. De acuerdo con Sony Music, el álbum ha sido acreedor a disco de platino.
El segundo sencillo «Te equivocaste», escrito por José Luis Ortega, se lanzó el 22 de octubre. El 6 de noviembre de 2015, inició el Tour 6 en el Auditorio Nacional, con el cual celebró sus primeros 10 años de carrera y recibió una placa por las altas ventas de 6 durante el concierto. El 27 de noviembre se presentó en el Auditorio Telmex en Zapopan, Jalisco ante más de ocho mil espectadores y el 28 en el Auditorio Banamex en Monterrey, Nuevo León donde reunió a más de 6 mil 500 seguidores. Posteriormente, continuó la gira en otros estados de la República Mexicana como Michoacán, Aguascalientes, Baja California y Veracruz. El 17 de junio de 2016, dio a conocer por medio de su cuenta oficial de Twitter su alianza con OCESA Seitrack. Producto de ello, también se realizó una alianza comercial con Televisa para todas las actividades promocionales, uniéndose así a su elenco.
A principios del mes de julio se envió «Cobarde» a todas las radios de México como tercer sencillo, logrando obtener la séptima posición en el top 10 nacional de audiencia de Monitor Latino. El video fue estrenado el 19 de agosto en exclusiva por Telehit. Las grabaciones se realizaron en Ciudad de México y en Tepoztlán, Morelos. El 17 de septiembre de 2016, se presentó en el Auditorio Nacional en Ciudad de México con invitados como Yahir y María José. El 5 de octubre de 2016, ofreció un concierto en el Auditorio Benito Juárez en Guadalajara, durante las Fiestas de Octubre, durante la rueda de prensa, mencionó que planeaba elaborar un álbum en vivo para su próxima producción, para el cual le encantaría contar con la colaboración de Alejandro Fernández y Alejandro Sanz. El 9 de diciembre, fue la encargada de abrir la sección musical del Teletón México 2016, donde interpretó su sencillo «Cobarde». Una semana después, se presentó a lado de Yahir en el escenario de la Plaza Monumental de Morelia. Yuridia cerró el año con un show en el escenario de la Mega Feria Imperial de Acapulco, evento donde reunió a alrededor de 11 000 personas. En conferencia de prensa, confirmó los planes para grabar su próximo material discográfico en 2017. Mencionó que le gustaría trabajar con el cantante español Miguel Bosé.

### 2017-2021:Primera fila:Desierto
A mediados de febrero, formó parte del elenco responsable del homenaje póstumo a Juan Gabriel; donde interpretó los temas «Abrázame muy fuerte» y «La muerte del palomo». Ese mismo mes se presentó en Guatemala, El Salvador y Costa Rica. En marzo, abril y agosto, Yuridia continuó su gira fuera de México y se presentó en trece ciudades de Estados Unidos. El 20 de octubre de 2017, lanzó «Amigos no por favor», primer sencillo de Primera fila: Desierto. El sencillo fue escrito por José Luis Roma y producido por Armando Ávila. A menos de dos horas de haber sido lanzado en plataformas digitales, el sencillo se colocó en la primera posición en iTunes en México. En YouTube, el video alcanzó el millón de visitas en menos de 40 horas. En México, logró obtener la segunda posición en audiencia nacional en la categoría pop y la décima en la categoría general.
El 24 de noviembre, lanzó su séptimo material discográfico y primer álbum en vivo: Primera fila: Yuridia, grabado en Ciudad de México el 26 de agosto de 2017 bajo la producción de Armando Ávila. Este material discográfico contiene diecisiete temas, incluyendo cuatro inéditos y contó con la colaboración de la cantante española Malú, el cantante mexicano Pepe Aguilar y la rapera puertorriqueña Audri Nix. El álbum logró posicionarse en los primeros lugares en tiendas físicas y digitales como Mixup y iTunes. Primera fila se certificó con disco de platino. En marzo se anuncian las primeras fechas de su gira Desierto Tour por Estados Unidos. En octubre de 2018 fue nominada a las Lunas del Auditorio 2018 a mejor artista balada. A lo largo de ese año, publicó como sencillos de Primera fila «Respóndeme tú» en colaboración con el cantante Pepe Aguilar y «La duda». A finales del 2018 lanzó el video «Te equivocaste» en colaboración con la cantante española Malú.
El 13 de junio de 2019, Río Roma presentó el segundo sencillo de su cuarto material discográfico al lado de Yuridia, titulado «Yo te prefiero a ti». Un mes después, publicaron una nueva versión en banda del sencillo, acompañados por La Adictiva. Asimismo, anunció una fecha para el Auditorio Nacional el 22 de septiembre, y fue nominada a las Lunas del Auditorio 2019 a mejor artista balada. A finales de ese mismo año anuncia un retiro temporal de los escenarios. En 2020 cancela una presentación en la feria del caballo de Texcoco. Hasta el año 2021, hace una colaboración con el cantante mexicano Chucho Rivas, con el tema llamado «Como tú», incluido un videoclip.

### 2022-2023:Pa' luego es tarde y La voz México
A finales de abril de 2022, TV Azteca anunció a los nuevos entrenadores del reality show La voz en la cuarta edición que incluyó a Yuridia junto a Ha*Ash, Joss Favela y David Bisbal. Estrenándose en junio del mismo año. Al mismo tiempo Yuridia lanza el primer sencillo de su séptima producción en el género regional mexicano «Pa' luego es tarde», llamado «Y tú ¿Qué ganas?», lanzado el 28 de abril de dicho año. Previo a su inicio en La voz lanza su segundo sencillo «¿Con que se pega un corazón?». El 7 de julio es el lanzamiento del tercer sencillo «Me hace tanto bien» a dueto con Edén Muñoz. Para el 22 de julio lanza el cuarto sencillo «¿Y qué tal si funciona?» con Banda MS, estrenado en el transcurso del reality La voz.
La fecha del 29 de agosto de 2022, Yuridia se corona como la ganadora al primer lugar de La voz junto a su participante Fátima Elizondo, quien luego de 17 años de su primera aparición en un programa de canto Yuridia logra ser la ganadora de un reality.
En el mes de octubre del mismo año, lanza su séptima producción discográfica Pa' luego es tarde, colaborando con algunos artistas, includo también el tema «Que agonía», el cual es el quinto y último sencillo publicado, a dueto con Ángela Aguilar, el tema se hizo viral a los pocos días de su lanzamiento en México, también lanza su propia versión del tema «Alma enamorada», composición original de Chalino Sánchez. En diciembre de 2023 lanza el tema Sin llorar, título de su siguiente producción discográfica de regional mexicano.

### 2024-actualidad:Sin llorary Monumental Plaza de Toros La México
En 2024, lanza «Felicítalo» junto a Los Ángeles Azules, además presenta la gira Sin llorar Tour, derivada del tema del mismo nombre, lanzado en diciembre de 2023, en los países México, Estados Unidos y por primera vez en Canadá, acompañada del lanzamiento «Para que seas feliz», en octubre de ese año. A inicios de 2025, el 6 de febrero del mismo año, lanza su octavo álbum discográfico de estudio y segundo en el género regional mexicano Sin llorar, donde lanza «Un bendito día», a dueto con Alejandro Fernández, este ocupa el 1.er lugar en las listas de popularidad de Regional Mexican Airplay.
El 5 de abril de 2025, hace su primera presentación en la Plaza de Toros México, como parte del cierre de la gira Sin Llorar Tour y la celebración de 20 años de su carrera, con un lleno total de más de 40,000 personas, siendo la primera mujer en abastecer todo el cupo límite de los 360° del sitio, donde invitó al escenario a los cantantes Majo Aguilar, Reyli Barba y Carlos Rivera. Hizo la grabación de «Dime», tema de la telenovela Mirada de mujer, interpretado por Aranza, para la nueva versión de la historia Con esa misma mirada, la cual dicho tema no salió a la luz débido a diferencias entre la disquera Sony Music y la empresa Televisa.

## Controversias

### Pleito con Pati Chapoy por gordofobia
En enero de 2023 se vio envuelta en una polémica con la periodista Pati Chapoy y el programa Ventaneando junto a los presentadores Daniel Bisogno y Pedro Sola la llamaron «gorda», la cantante reaccionó mediante la red social Instagram, por medio de una historia acusándolos de «gordofobia» y bodyshaming, en este problema el Gobierno de México y la Secretaría de Gobernación intervinieron lanzando un comunicado oficial en torno a la violencia verbal. Días después la presentadora ofreció una disculpa pública a la cantante.

## Vida personal
En 2005, durante su participación en La Academia mantuvo un romance con Edgar Guerrero, con quien procreó a su primer hijo Phoenix, en 2006.
En 2009, conoció a Matías Aranda, quien también fuera participante del mismo programa, con este procreó a Benicio, en 2023.
En 2025, nació su tercer hijo Noah Valentín, segundo hijo que tiene con su esposo, Matías Aranda.

## Filmografía
| Año  | Programa                       | Nota                    | Cadena    |
| ---- | ------------------------------ | ----------------------- | --------- |
| 2005 | La Academia: Cuarta Generación | Participante, 2.° lugar | TV Azteca |
| 2006 | Desafío de estrellas           | Participante, abandona  | TV Azteca |
| 2022 | La voz México                  | Jueza, Ganadora         | TV Azteca |

## Discografía

### Álbumes de estudio
- 2005: La voz de un ángel
- 2006: Habla el corazón
- 2007: Entre mariposas
- 2009: Nada es color de rosa
- 2011: Para mí
- 2015: 6
- 2022: Pa' luego es tarde
- 2025: Sin llorar

### Álbumes en vivo
- 2017: Primera fila: Yuridia

### Álbumes de remezcla
- 2008: Remixes

### Álbumes recopilatorios
- 2012: Lo esencial de Yuridia
- 2014: Personalidad: Yuridia

## Giras musicales
- 2006 : Gira La voz de un ángel
- 2006-2007 : Gira habla el corazón
- 2008-2009 : Gira entre mariposas
- 2009-2011 : Tour Nada es color de rosa
- 2012-2013 : Tour para mí
- 2014-2015 : Tour Esencial
- 2015-2017 : Tour 6
- 2018-2019 : Primera fila Tour (Retoma 2021)
- 2022-2024 : Pa' luego es tarde Tour
- 2025-2025 : Sin llorar Tour